# Novohrîhorivka Druha, Dolînska
Novohrîhorivka Druha (în ucraineană Новогригорівка Друга) este o comună în raionul Dolînska, regiunea Kirovohrad, Ucraina, formată numai din satul de reședință.

## Demografie
Componența lingvistică a comunei Novohrîhorivka Druha
     Ucraineană (95,24%)
     Rusă (4,76%)
Conform recensământului din 2001, majoritatea populației comunei Novohrîhorivka Druha era vorbitoare de ucraineană (95,24%), existând în minoritate și vorbitori de rusă (4,76%).